# Campo Vaccino

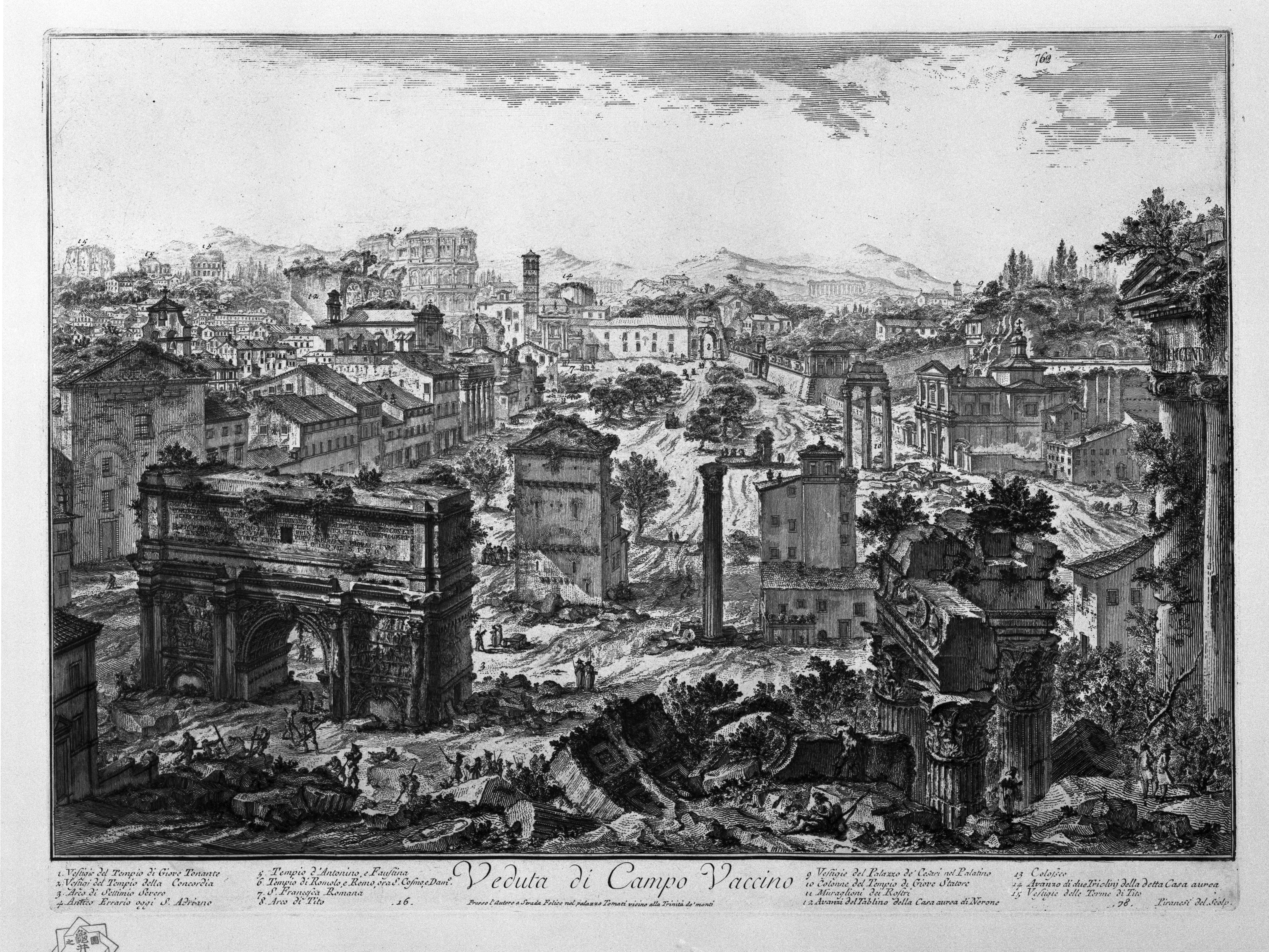
Giovanni Battista Piranesi, veduta di Campo Vaccino, circa 1750. Al centro dell'immagine si vede l'alberata di olmi che collegava l'arco di Settimio Severo (in primo piano, a sinistra) con l'arco di Tito, in fondo. Sullo sfondo, a sinistra, è visibile il Colosseo.

Campo Vaccino era il nome con cui nel XVI-XVIII secolo veniva chiamata l'area suburbana dell'antico Foro Romano a Roma.
L'area era adibita a pascolo e al mercato boario, ma anche al passeggio e al ritrovo. Esso era contornato da chiese e cosparso di rovine di monumenti antichi affioranti dal terreno: per la sua caratteristica ambientazione, Campo Vaccino costituiva una piazza romana dotata di suo singolare fascino pittoresco ben rappresentativo di Roma dell'epoca precedente alle grandi ristrutturazioni urbanistiche dei secoli XIX e XX.

## Storia

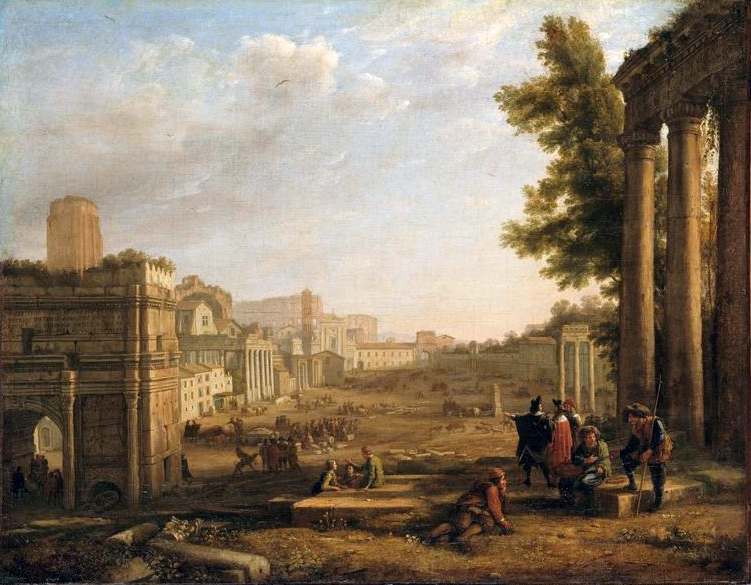
Il Campo Vaccino in un disegno secentesco di Claude Lorrain. Al centro del dipinto è visibile la caratteristica fontana con il mascherone. In fondo si scorge il Colosseo.

Il nome "Campo Vaccino", attestato per la prima volta in una bolla pontificia di papa Sisto V del 1589, deriva dal mercato delle vacche che vi si teneva, regolato dal "governatore della dogana di Campo Vaccino". Qui, infatti, aveva sede la Dogana della Grascia. 
Fin dal regno di Paolo III Farnese (secolo XVI) iniziò lo spoglio delle antichità romane del campo per riutilizzarne il materiale edilizio (ad esempio, i marmi). Tale spoglio continuò ancora fino al secolo XVIII, epoca in cui tale materiale iniziò a scarseggiare. 
Solo nel periodo dell'occupazione napoleonica e in quello successivo, del pontificato di papa Pio VII, si iniziarono i lavori di scavo nel Foro e si decretò la fine del mercato.
La riscoperta archeologica e storica dell'antico Foro nel corso del XIX secolo, inizialmente da parte di studiosi come Luigi Canina, ha visto la fine dell'utilizzo dello spazio come pascolo.

## Caratteristiche

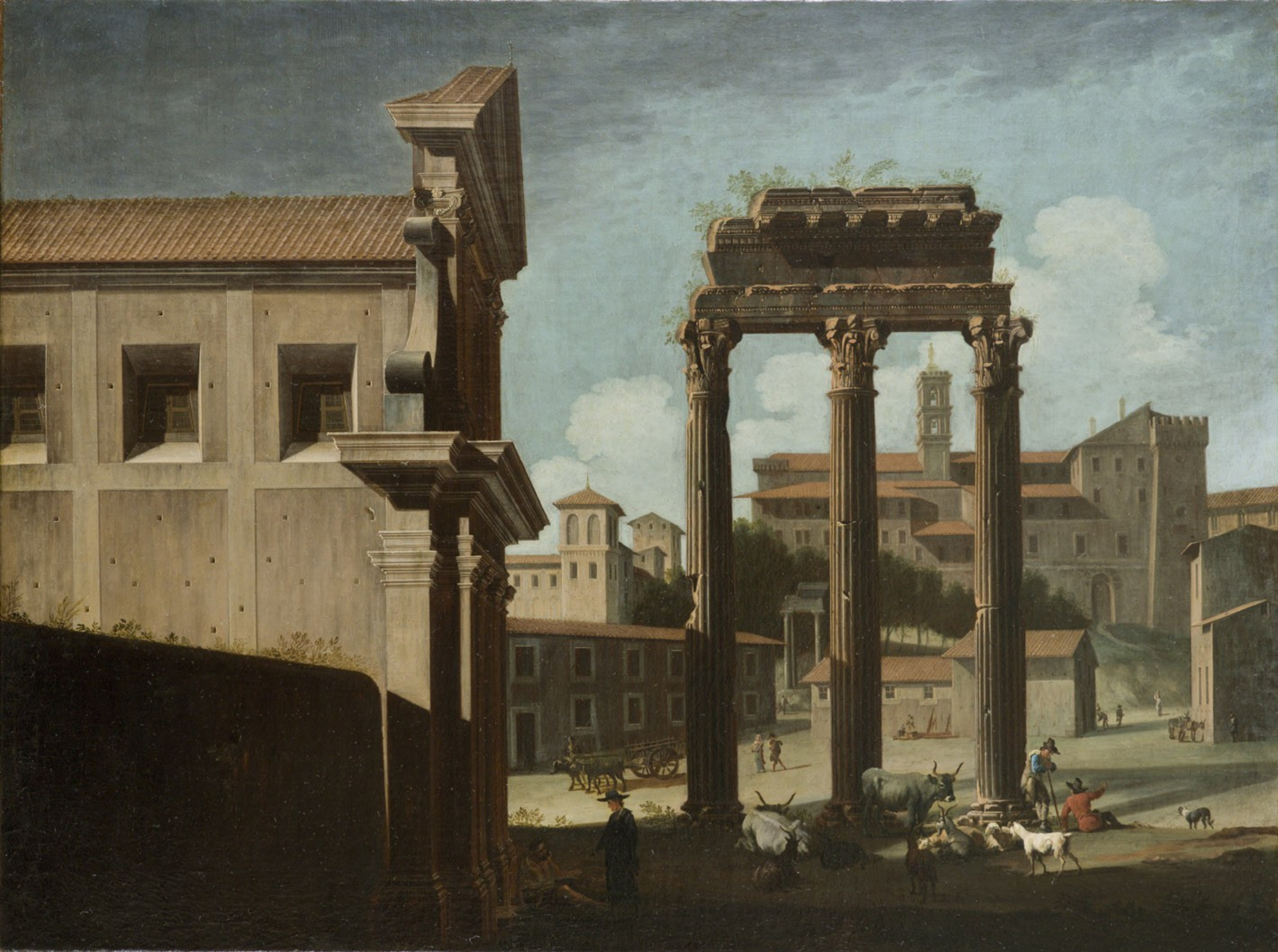
Niccolò Codazzi, Campo Vaccino. È visibile, sulla sinistra, il profilo della chiesa di Santa Maria Liberatrice al Foro Romano, mentre le tre colonne appartengono al tempio dei Càstori. In fondo si scorge il Campidoglio. L'opera proviene dal lascito Dumarest all'Accademia di San Luca

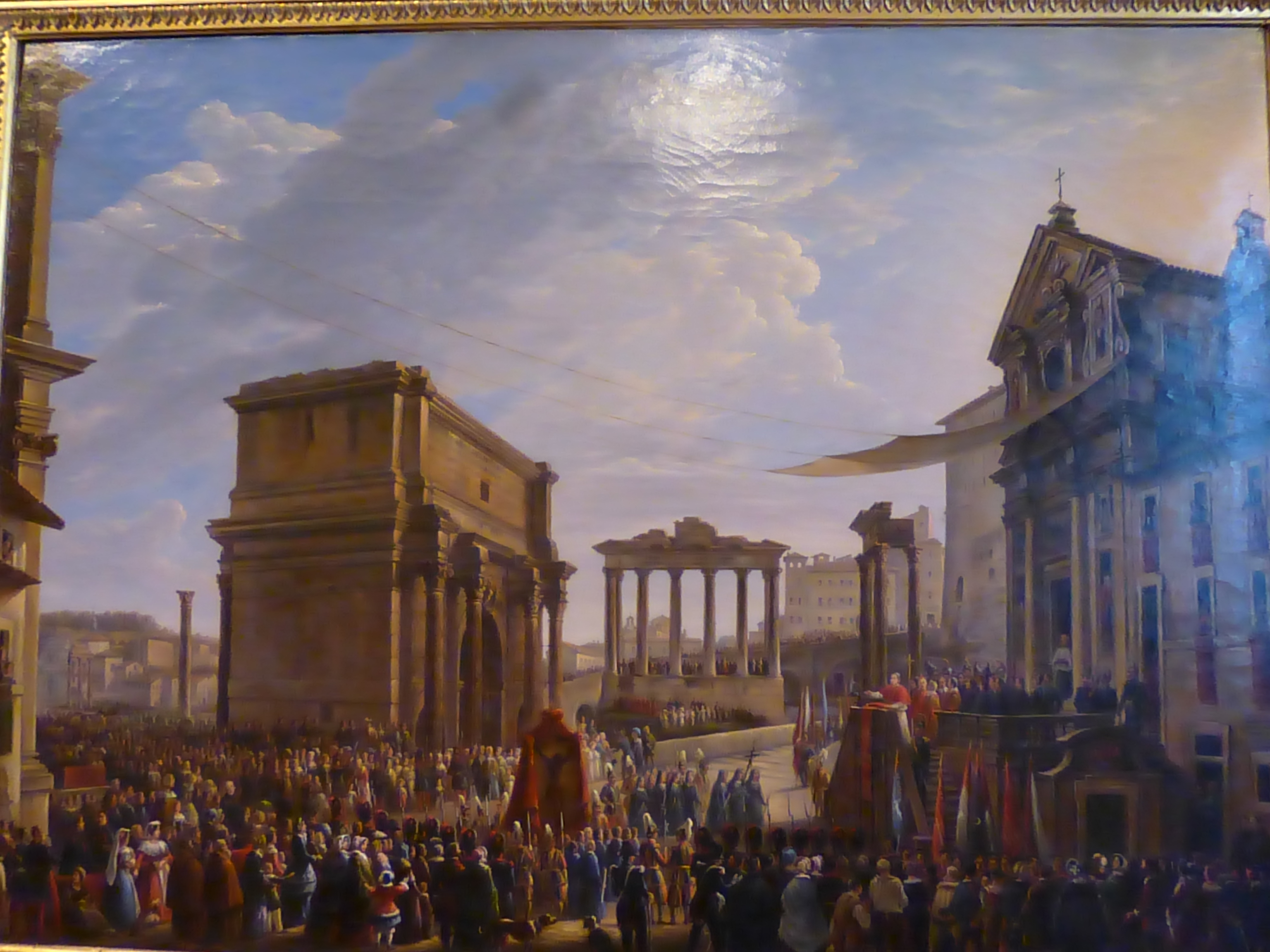
Michelangelo Pacetti, Predica di Pio IX in occasione dello spostamento del crocifisso di Campo Vaccino nella cappella di S. Giuseppe dei Falegnami (1855)

### La fontana
Al centro del campo, nel 1593 fu costruita dal Comune una caratteristica fontana ad uso di abbeveratoio di Giacomo Della Porta, costituita da una vasca in granito e da un mascherone. Essa fu smantellata nel 1816 sotto il regno di Pio VII: mentre la vasca venne spostata sotto l'obelisco del Quirinale in piazza del Quirinale, il mascherone, dopo avere coperto una delle fonti dell'Acqua Lancisiana (nell'area dove pochi anni dopo sorse il Porto Leonino), è oggi visibile all'ingresso del Giardino degli Aranci, sopra una fontana moderna in piazza Pietro d'Illiria. Anticamente, di fronte alla fontana si affacciava la chiesa di Santa Maria Liberatrice al Foro Romano, demolita nel 1900, a sua volta adiacente alle tre colonne superstiti del tempio dei Càstori.

### L'Accademia di San Luca
Un'altra chiesa presente in tale spazio, ancora esistente, è la chiesa dei Santi Luca e Martina, accanto alla quale aveva sede l'Accademia di San Luca, il cui edificio fu demolito nel XVII secolo con il trasferimento definitivo dell'accademia a Palazzo Carpegna.

### L'Olmata
All'interno dello spazio era presente, dal pontificato di Alessandro VII fino al XIX secolo, una "olmata", ovvero un tratto alberato della via Sacra, fiancheggiato da olmi, che conduceva dall'arco di Tito all'arco di Settimio Severo. La sua gradevole vista colpì anche l'architetto Filippo Juvarra.
Il Campo era adiacente al palazzo Senatorio del Campidoglio, a cui era collegato tramite una larga via carrozzabile. Sull'area si affacciavano gli edifici posti sul versante sud del colle, come ad esempio la torre di Niccolò V.

## Manifestazioni
Nel Campo Vaccino, oltre al mercato boario, si svolgeva la tradizionale "sassaiola", ovvero la battaglia con lancio di sassi ("rocci") tra i bulli dei vari quartieri, in particolare fra Trastevere e Monti.

## Pittura

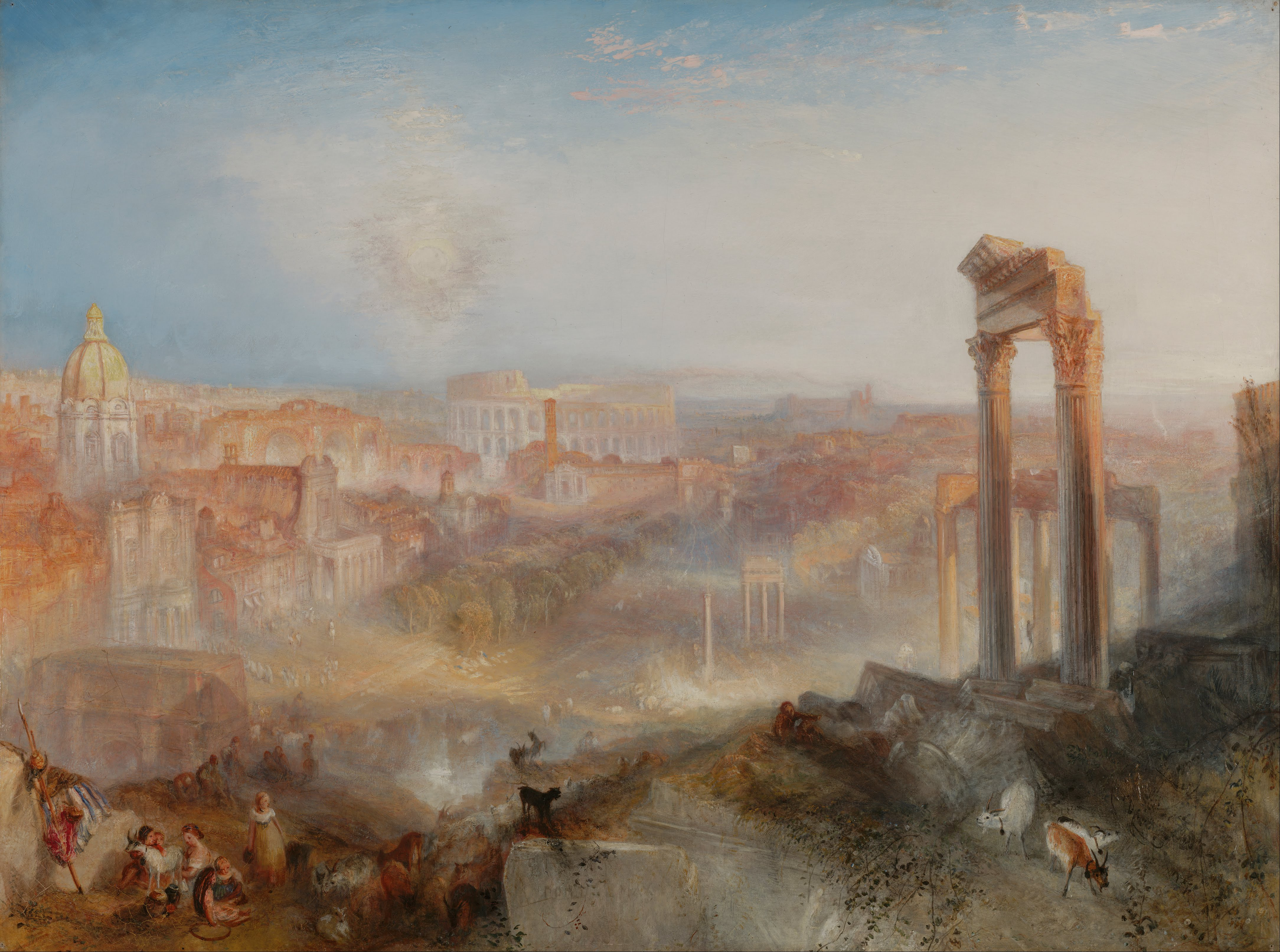
William Turner, Modern Rome – Campo Vaccino, 1839

Il Campo Vaccino è uno dei soggetti prediletti dei pittori di vedute romane a partire dal Cinquecento, fino all'Ottocento. Esso fu ritratto da numerosi artisti, come ad esempio: 
- William Turner (Roma moderna – Campo Vaccino, 1839)
- Bernardo Bellotto, detto Canaletto (Veduta di Roma con il Campo Vaccino verso il Campidoglio, 1740 - 1750)
- Charles-François Knébel
- Herman van Swanevelt
- Cornelis van Poelenburch
- Johannes Lingelbach
- Giovanni Paolo Pannini
- Gaspar van Wittel
- Hendrik Frans van Lint
- Guilliam van Nieuwelandt
- Claude Lorrain
- Frans de Momper
- Michelangelo Pacetti
- Antonio Joli
- Viviano Codazzi e suo figlio Niccolò
- Giovanni Battista Piranesi
- Franz Kaisermann in coppia con Bartolomeo Pinelli
- Gaspare Gabrielli

## Letteratura
- Al luogo Giuseppe Gioacchino Belli dedicò una serie di quattro sonetti.

- Il Campo Vaccino è citato nel poema eroicomico Meo Patacca di Giuseppe Berneri.